# Dáil Éireann (1919-1922)
Cet article concerne le Dáil Éireann de 1919 à 1922. Pour ses autres occurrences, voir Dáil Éireann et Dáil Éireann (État libre d'Irlande).
République irlandaise
Chambre des communes du Royaume-Uni Oireachtas de l'État libre d'Irlande
Mansion House
Dáil Éireann (en anglais : Assembly of Ireland), également appelé Revolutionary Dáil, est le parlement monocaméral révolutionnaire de la République irlandaise de 1919 à 1922. Il a été créé par 73 députés du Sinn Féin élus aux élections générales britanniques de 1918. Dans son Manifeste (Manifeste du Sinn Féin (1918) (en)), le parti refuse d'envoyer au parlement britannique à Westminster ses représentants élus et choisit de créer une législature indépendante à Dublin. La convention du premier Dáil coïncide avec le début de la guerre d'indépendance irlandaise.
Le premier Dáil est remplacé par le deuxième Dáil en 1921. Les deux Dála existent sous la République irlandaise ; c'est le deuxième Dáil qui ratifie de peu le traité anglo-irlandais. Le statut du troisième Dáil de 1922-1923 est différent car il est également reconnu par les Britanniques. Il a été élu aux termes du traité anglo-irlandais de 1921 en tant que parlement provisoire pour ouvrir la voie à la création d'un État irlandais indépendant. Avec la création de l’État libre d'Irlande en 1922, un nouveau parlement, l'Oireachtas, est créé. Le Dáil Éireann en devient la chambre basse.

## Histoire

### PremierDáil
Lors des élections générales de 1918, une large majorité de 73 représentants (25 non contestés) sur  105 élus en Irlande sont membres du Sinn Féin. Conformément au Manifeste, ces représentants se réunissent à la Mansion House le 21 janvier 1919 pour la première réunion de la nouvelle assemblée appelée Dáil Éireann. En raison du nombre élevé d’entre eux emprisonnés, seuls 27 députés peuvent y assister. Lors de sa première réunion, le Dáil publie une déclaration d'indépendance, se déclare Parlement de la république d'Irlande et adopte une courte constitution.
Le même jour, mais dans des circonstances sans lien, deux membres de la Police royale irlandaise ont été pris dans une embuscade et assassinés par des volontaires irlandais à Soloheadbeg dans le comté de Tipperary, agissant de leur propre initiative. C'est ainsi que la guerre d'indépendance irlandaise commence. Peu de temps après, les volontaires irlandais sont renommés Armée républicaine irlandaise, une force nominalement sous le contrôle du Dáil. En août, le gouvernement britannique déclara le Dáil illégal qui ne se rencontre plus que par intermittence et en secret.

### DeuxièmeDáil
En mai 1921, des élections sont organisées en Irlande pour désigner deux nouveaux organes créés par le gouvernement britannique ; les parlements d'Irlande du Nord et d'Irlande du Sud. Le Government of Ireland Act 1920 (loi de 1920 sur le gouvernement d'Irlande) créé ces assemblées dans une tentative vaine d'apaiser les nationalistes en accordant à l'Irlande une forme limitée d'autonomie. Cependant, les deux parlements sont rejetés et boycottés par le Sinn Féin, qui les traite plutôt comme des élections au Dáil Éireann et continue sous la forme de la république d'Irlande.
Le deuxième Dáil (composé des membres du Sinn Féin élus par ces deux parlements) se réunit en août 1921 et, en septembre, il décide d'envoyer des émissaires chargés de négocier un accord de paix avec le gouvernement britannique. Ces envoyés sont revenus d'Angleterre avec le traité anglo-irlandais qui, après un débat prolongé, est ratifié de peu par le Dáil le 7 janvier 1922.

### TroisièmeDáil
Pour mettre en œuvre le traité anglo-irlandais, le troisième Dáil  est élu en septembre 1922. Il n'est pas reconnu par la loi britannique comme Dáil Éireann, mais simplement comme une assemblée provisoire. Contrairement aux précédents Dála, le troisième Dáil n'inclue pas de membres élus en Irlande du Nord. L'élection est en réalité un référendum sur le traité anglo-irlandais dans la partition méridionale de l'Irlande, mais les membres du Sinn Féin favorables à un traité remportent la majorité des sièges. Après ce résultat, la faction anti-traité refuse de reconnaître la nouvelle assemblée et la guerre civile irlandaise démarre peu de temps après.
En octobre, agissant en tant qu'assemblée constituante de droit britannique, le troisième Dáil ratifie la Constitution de l'État libre d'Irlande. Le nouvel État est officiellement créé en décembre. Par la suite, le Troisième Dáil siège, non pas en tant que parlement monocaméral, mais plutôt en tant que chambre basse du nouveau parlement appelé Oireachtas. Il est dissous en août 1923.